# Georgenthal (Falkenhagen (Mark))
Georgenthal ist ein Ortsteil der Gemeinde Falkenhagen (Mark) im Landkreis Märkisch-Oderland in Brandenburg.

## Geografische Lage
Südlich von Falkenhagen liegt circa drei Kilometer entfernt der Ortsteil Georgenthal an der Chaussee (Bundesstraße 5) von Müncheberg nach Frankfurt (Oder). Nördlich und südlich des Ortes gibt es jeweils Quellgebiete von Seenketten. Die nördliche Seenkette mündet in die Oder und die südliche Seenkette mündet in die Spree.
Zwischen Falkenhagen und Georgenthal befindet sich der Gabelsee. An diesem See gab es bereits in der Jungsteinzeit (5.–2. Jahrtausend v. Z.) Siedlungen. Um den See herum führt ein Wanderweg. Romantisch ist der Wanderweg am Ostufer mit Geländern und Stufen.

## Geschichte
In Georgenthal ist eine Besiedlung seit der älteren und jüngeren Bronzezeit (1.400 v. Z. – 700 v. Z.) durch archäologische Funde nachgewiesen. Georgenthal wurde angelegt im 18. Jahrhundert als Vorwerk/Kolonie. Seit 1816 ist die große Feldsteinkirche in Falkenhagen die Kirche der Georgenthaler. Anfang des 19. Jahrhunderts hatte Georgenthal bereits circa 50 Einwohner und erreichte 1871 mit 90 Einwohnern einen Höhepunkt.
Seit Anfang des 19. Jahrhunderts führt die Poststraße durch Georgenthal. Der Georgenthaler Meilenstein steht noch an seiner ursprünglichen Stelle. Er befindet sich in Höhe des Berghangs schräg gegenüber dem heutigen Ferienhof Georgenthal. In diesem Gebäude war von 1801 bis vor 1945 eine Gaststätte, der sogenannte Grundkrug. Auch Anfang des 19. Jahrhunderts wurde auf einem circa 0,5 km entfernten Wohnplatz westlich von Georgenthal an der Chaussee die Gastwirtschaft „Grüner Baum“ gegründet. Der „Grüne Baum“ war auch Pferdewechselstelle für die Postkutschen. Seit 1895 wird das Gebäude nur als Wohnhaus genutzt. Heute Georgenthal 20, davor Falkenhagen Ausbau Nr. 51. Gegenüber befindet sich seit Ende des 19. Jahrhunderts ein Bauernhof mit Waldgrundstück (Georgenthal 19). Seit 1975 gehörte dieser Hof der Schriftstellerin Edith Anderson.
Ein bewirtschafteter Bauernhof der zu Georgenthal gehört befindet sich ca. ein Kilometer nördlich vom „Grünen Baum“. Dies ist der Jochenshof. Um ihn herum führt ein Wanderweg nach Falkenhagen. Dann gibt es noch jeweils einen bewirtschafteten Hof auf der westlich und östlich des Gabelsees gelegenen Feldweg, von der Chaussee abzweigend und nach Falkenhagen führend. Auch diese Höfe gehören zu Georgenthal. Die umliegenden Felder werden bestellt unter anderem mit Öllein und Sonnenblumen. Die Bewohner von Georgenthal waren insbesondere Handwerker. Ein ehemaliges Leineweberhaus war die Nr. 12.
Besondere Plätze in Georgenthal waren früher das Backhaus und der Waschplatz. Nördlich des Meilensteins liegt ein Berghang, der Brotberg genannt wurde, weil bis kurz vor 1930 hier ein Gehöft stand mit Backhaus, in dem die Bewohner ihr Brot buken. Der Wasch-, Trocken- und Bleichplatz war zwischen dem Grundkrug (Nr. 5) und der heutigen Nr. 7. Auch gab es in Georgenthal ein Chausseewärterhaus (bis 1875 in Preußen). Die Aufgabe des Wärters war die Einnahme von Straßenbenutzungsgebühren sowie die Kontrolle und Instandsetzung der Chaussee.
In DDR-Zeit gab es in Georgenthal ein Lebensmittelgeschäft im ehemaligen Grundkrug sowie eine Poststelle in Nr. 20, dem „Grünen Baum“. Die Bushaltestelle heißt noch heute Georgenthal, Post.
Georgenthal hat auch einen eigenen in einem Wäldchen unweit der B5 gelegenen Friedhof. Das älteste bekannte noch existierende Grab ist von 1840. Bislang führten die Georgenthaler den Friedhof in Eigenregie. Friedhofsgebühren fielen für die Nutzer nicht an. Nachdem die Gemeindeverwaltung in Falkenhagen März 2012 davon Kenntnis erlangte wird es nun eine Friedhofssatzung (Friedhofsordnung) und eine Friedhofsgebührenordnung geben.

## Sehenswürdigkeiten
Meilenstein am östlichen Dorfende (Liste der Baudenkmale in Falkenhagen (Mark)).
Es handelt sich um einen Rundsockelstein von 0,85 m Höhe. Auf ihm steht „IX Meilen bis Berlin“ (eine preußische Meile = ca. 7,5 km).